# الدوري الفنلندي الممتاز 1997
الدوري الفنلندي الممتاز 1997 (بالفنلندية: Veikkausliigan kausi 1997) هو موسم من الدوري الفنلندي الممتاز. فاز فيه نادي هلسنكي.